# Chronicon terrae Prussiae
Chronicon terrae Prussiae (slovensko Kronika Pruske dežele) je kronika Tevtonskega viteškega reda, ki jo je napisal Peter iz Dusburga in se konča z letom 1326. Rokopis je prva velika kronika Tevtonskega reda v Prusiji in Veliki litovski kneževini,  zbrana kakšnih sto let po prihodu križarjev v baltsko regijo. Kronika je glavni vir podatov o bitkah viteškega reda s Starimi Prusi in Litovci.
Kronika je napisana v latinščini in obsega štiri zvezke. V prvem zvezku je opisano ozadje reda in njegovih križarskih vojn v Outremerju. Drugi del pripoveduje, kako je red prišel v Prusko deželo, medtem ko tretji del podrobno opisuje vojne s starimi Prusi in drugimi baltskimi plemeni. Četrti zvezek prinaša zgodovinski kontekst drugih sodobnih dogodkov v svetu. Kronika ima dodatek 20 poglavij, ki obravnavajo dogodke v letih 1326-1330, in jih je  morda napisal Peter iz Dusburga. Kronika temelji na domačih samostanskih letopisih, kronikah, poročilih in pripovedih, ki jih je Peter »štel za zanesljive«. Peter je imel dostop do arhiva velikih mojstrov reda  v Marienburgu in bil sam priča nekaterih dogodkov.
Kronika vsebuje tudi nekaj etnografskih podatkov o starih Prusih, staroselcih, ki jih je pokoril red. Številna poglavja so napisana v slogu religioznih videnj, čudežev in hagiografije, katerih cilj je poveličevanje poslanstva reda: vojna proti poganom je sveta in vsi vitezi, ki padejo, gredo v nebesa. Petra ne zanima notranja politika reda in ne opisuje mest, trgovine in kolonizacije.  Namesto tega z veliko podrobnostmi opisuje manjše napade in spopade. Medtem ko pripovedi o dogodkih in bitkah veljajo za zanesljive, so etnografski podatki ideološko obremenjeni. Peter je kot duhovnik skušal poučevati  bralca. Poganski Prusi in Litovci so predstavljeni kot moralni zgled. Oboji so na svoj način pobožni in kristjani bi se morali sramovati njihove neposlušnosti in grešnosti.